# Kamanawa I.
Kamanava I. (havajski Kamanawa) bio je havajski poglavica, očuh i savjetnik kralja Kamehamehe I. Velikog.

## Životopis
Kamanava i njegov brat blizanac Kameʻeiamoku bili su sinovi poglavice Keavepoepoea i njegove sestre-žene Kanoene. Njegovo ime na havajskom znači "doba".
Njegova je prva supruga bila Kekelaokalani, kći kraljice Kekuiapoiwe I. od Mauija. Imao je trojicu sinova s njom, čija su imena: Koahou, Noukana i Amamalua, i kćer Peleuli. 
Druga mu je žena bila plemkinja Kekuʻiapoiwa II., majka kralja Kamehamehe. Ona je uistinu bila visokog podrijetla. Peleuli se udala za Kamehamehu.
Kekuiapoiwa i Kamanawa imali su kćer Piʻipiʻi Kalanikaulihiwakama.
Zbog zamršene veze s Kamehamehom, Kamanawa je zvan njegovim ujakom. Njegova je baka bila kraljica Kalanikauleleiaiwi te je bio stric Kepookalanija, Ulumaheiheija Hoapilija i Hoolulua.